# Epidemien
Epidemien er en dansk dokumentarfilm fra 2001, der er skrevet og instrueret af Niels Frandsen. Filmen vandt National Grand Prix ved Odense International Film Festival 2001.

## Handling
I 1952 rasede den store polioepidemi hen over Danmark. Mere end 6.000 mennesker blev syge, heraf de fleste børn. Filminstruktøren Niels Frandsen var 1 år gammel, da han blev ramt i hofte og ben. I dette poetiske filmessay vender han tilbage til den skelsættende periode, som han ikke kan huske, men heller aldrig vil glemme. Ved hjælp af familiemedlemmer og arkivfilm sættes ord og billeder på en personlig beretning, der samtidig er et stykke Danmarkshistorie. Polio - eller børnelammelse - er en virus. Den angriber de nervecentre i rygmarven, som styrer musklerne. Rammes lungemuskulaturen, er sygdommen dødelig. I dag er polio udryddet i Danmark, men der lever stadig mange tusinde mennesker med mén efter sygdommen.